# بخش پراتاپگار (اوتار پرادش)
بخش پراتاپگار (به انگلیسی: Pratapgarh district) یک منطقهٔ مسکونی در هند است که در Allahabad division واقع شده‌است. بخش پراتاپگار ۳٬۷۳۰ کیلومتر مربع مساحت و ۳٬۲۰۹٬۱۴۱ نفر جمعیت دارد.